# Rodoszi Poszeidóniosz
Rodoszi Poszeidóniosz vagy apameiai Poszeidóniosz (ógörögül: Ποσειδώνιος ὁ Ἀπαμεύς, Ποσειδώνιος ὁ Ῥόδιος, latinul: Posidonius), (Apameia, i. e. 135 – Róma?, i. e. 51) a szíriai Apameiában született, Rodosz szigetén vált elismert filozófussá, végül Rodoszon vagy Rómában halt meg. Sztoikus filozófus, történetíró, csillagász, földrajztudós és politikus, korának legismertebb polihisztora. Műveiből csak töredékek maradtak fenn egyes kivonatoló szerzőktől, illetve idézetekben.

## Élete
Athénben a sztoikus Panaitioszt hallgatta, majd végigutazta Itáliát, Hispániát, Ibériát és Galliát. Ennek hatására írt egy földrajzi és egy meteorológiai tárgyú munkát. I. e. 109-ben meghalt az athéni Panaitiosz, ettől kezdve a teljes sztoikus iskola legbefolyásosabb képviselője, az irányzat első számú tekintélye. Körútja után, körülbelül i. e. 95-ben Rodoszon telepedett le, ahol iskolát alapított. Itt írta meg híres Isztoriai című, ötvenkét könyvre terjedő történeti munkáját, amelyet Sztrabón is említ (XIV.2.13). Ezt i. e. 82 körül fejezhette be, mivel addig tekinti át a történelmet. Sztrabón egyenesen a kor „legnagyobb tudományú bölcselőjeként” tekint rá (XVI.2.10), miután nüszai Arisztodémosz bemutatta egymásnak őket. Ugyanakkor – mivel Poszeidóniosz kerülte a végleteket, és a sztoikus filozófiát közelíteni próbálta a peripatetikusok felé – Sztrabón enyhén el is ítélte őt.
Rodoszon aktívan politizált, egy ciklusra elnyerte a prütanisz címet is. I. e. 87–86-ban mint Rodosz nagykövete hosszabb ideig Rómában tartózkodott, ekkor Caius Marius volt a tárgyalópartnere. Előadásait i. e. 78-tól Cicero is látogatta, sőt még Pompeius is felkereste i. e. 67-ben és i. e. 62-ben. Ciceróra nagy hatással volt, több művében említi őt. Az egyikben egy szerkezetről ír, melyet Poszeidóniosz készített (Cic. De Natura Deorum II.88). Ezt a szerkezetet ma többen azonosítják az antiküthérai szerkezettel, vagy legalábbis ahhoz hasonlónak gondolják.
Fontosabb művei:
- Isztoriai, 52 könyvből álló történeti munka, i. e. 143–i. e. 82 közötti időszakról. Lényeges eleme, hogy sztoikus alapállása miatt a tárgy érzelmi vonatkozásaitól mentesen, semleges nézőpontból tárgyalja a történelmet.
- Peri ókeanou, eratoszthenészi munka, a föld kerületének számítása a Canopus csillag magasságának mérésével. Megfigyelte az árapály-jelenséget, és Pütheasszal egyet értett a Hold járása és az árapály közötti kapcsolatról. Természetesen nem a gravitáció volt a magyarázat, hanem az, hogy a Hold a levegő és a tűz keveréke, a Hold így forrósága miatt duzzasztja meg a vizet, de nem elég meleg a tenger elpárologtatásához.

A többi munkájából csak kivonatok maradtak fenn, így például Gémiosz csillagásznál.

## Magyarul
- Szoboszlai-Kiss Katalin: Poszeidóniosz. Töredékek és kommentár; ELTE BTK Filozófiai Intézet–L'Harmattan–Magyar Filozófiai Társaság, Bp., 2016 (Cogito könyvek)
- Az emóciókról; in: Sztoikus etikai antológia; vál., utószó, jegyz., fogalommutató Steiger Kornél, ford. Barcza József et al.; Gondolat, Bp., 1983 (Etikai gondolkodók)

## Egyéb szakirodalom
- Szoboszlai-Kiss Katalin: Poszeidóniosz. Töredékek és kommentár; L'Harmattan Kiadó, Budapest, 2016 ISBN 9789632362083